# Lasiopogon cinctus
Lasiopogon cinctus là một loài ruồi trong họ Asilidae. Lasiopogon cinctus được Fabricius miêu tả năm 1781.